# Bulgariens præsidenter
Bulgariens præsidenter er en række af Bulgariens statsoverhoveder så vel som lederne af Bulgariens Kommunistparti, dengang partiet var ved magten under en etpartistat.

## Statsoverhoveder

### Formand for det Privisionelle Præsidentskab, 1946-1947
- Vasil Kolarov 15. september 1946 – 9. december 1947

### Formand for Nationalforsamlingens Præsidium, 1947-1971
- Mincho Neichev 9. december 1947 – 27. maj 1950
- Georgi Damyanov 27. maj 1950 – 27. november 1958
- Dimitur Ganev 30. november 1958 – 20. april 1964
- Georgi Traikov 23. april 1964 – 7. juli 1971

### Formand for Statsrådet, 1971-1990
- Todor Zhivkov 7. juli 1971 – 17. november 1989
- Petar Mladenov 17. november 1989 – 3. april 1990

### Præsidenter, 1990-i dag
- Petar Mladenov 3. april – 6. juli 1990
- Zhelyu Zhelev 1. august 1990 – 22. januar 1992
- Zhelyu Zhelev 22. januar 1992 – 22. januar 1997
- Petar Stoyanov 22. januar 1997 – 22. januar 2002
- Georgi Parvanov 22. januar 2002 - 22. januar 2012
- Rosen Plevneliev 22. januar 2012 - 22. januar 2017
- Rumen Radev 22. januar 2017 -